# The Crawling Hand
The Crawling Hand is een Amerikaanse film uit 1963. De hoofdrollen werden vertolkt door Rod Lauren, Peter Breck, en Alan Hale. De regie was in handen van Herbert L. Strock.

## Verhaal
Een ruimtecapsule raakt in problemen en stort neer in zee. Bij de crash komt de astronaut die in de capsule zat om. Het enige wat van hem wordt teruggevonden is zijn arm, die aanspoelt op het strand.
De arm wordt gevonden door een tiener. De arm lijkt echter onder controle te staan van een soort buitenaardse macht, en oefent een enorme aantrekkingskracht uit op de tiener. Daarbij lijkt de arm moordlustige neigingen te hebben.

## Rolverdeling
| Acteur        | Personage         |
| ------------- | ----------------- |
| Peter Breck   | Steve Curan       |
| Kent Taylor   | Dr. Max Weitzberg |
| Rod Lauren    | Paul Lawrence     |
| Alan Hale Jr. | Sheriff Townsend  |
| Allison Hayes | Donna             |
| Sirry Steffen | Marta Farnstrom   |
| Arline Judge  | Mrs. Hotchkiss    |
| Richard Arlen | Lee Barrenger     |

## Achtergrond
De film werd bespot in de televisieserie Mystery Science Theater 3000. Daarnaast was hij te zien op The Canned Film Festival.